# 적극적 기독교

적극적 기독교와 관련된 게르만 기독교인 단체의 깃발.

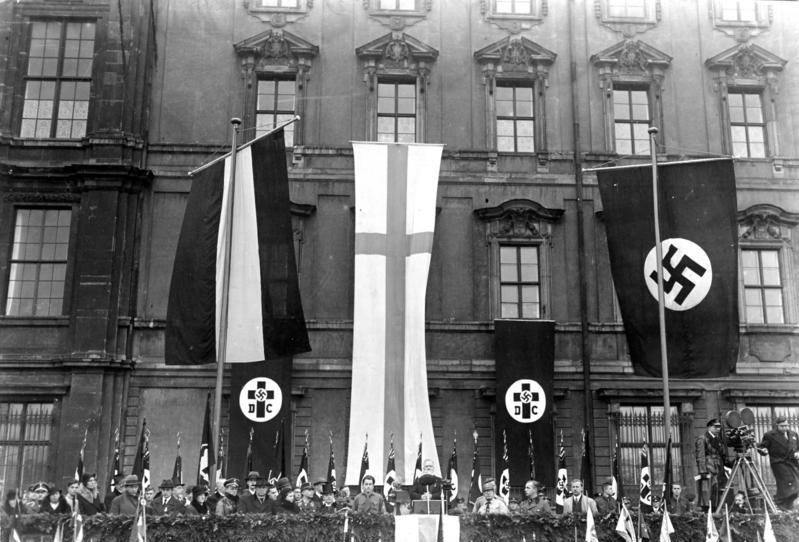
1933년 베를린에서 루터의 날 을 축하하는 독일 기독교인, 호센펠더 주교의 연설

적극적 기독교(積極的基督敎)는 기독교의 핵심 요소에 독일 민족의 인종적 순수성에 관한 나치 이데올로기를 혼합하려 한 나치 독일 내 종교 운동이었다. 아돌프 히틀러는 1920년 나치당 강령의 제 24 조에서 "당은 적극적 기독교의 관점을 나타냄"이라는 용어를 사용했다. 비 종파적인 이 용어는 다양하게 해석될 수 있다. 나치 운동은 독일에 세워진 교회에 적대적이었다. 적극적 기독교에 대한 새로운 나치의 사상은 나치 운동이 반기독교적이지 않다는 것을 암시함으로써 독일의 다수 기독교도의 두려움을 완화시켰다. 한편 1937년 나치 교회 사무부 장관 한스 케를은 "적극적 기독교"가 사도 신조에 "의존"하지 않으며 " 하느님의 아들로서의 그리스도에 대한 믿음"에 의존하지 않는다고 설명했다. 대신 기독교는 나치당의 총통이 대표하게 되었으며, 그는 "총통은 새로운 계시의 선구자"라고 말했다.
나치당의 반유대주의에 따라, 적극적 기독교 옹호자들은 마르키온파처럼 그리스도와 성경의 셈족적 기원을 부정하려고 노력했다. 이러한 요소를 바탕으로 적극적 기독교는 니케아 기독교와 분리되었고 그 결과 로마 가톨릭 교회, 동방 정교회 또는 개신교에 관계없이 역사적으로 삼위일체적 기독교 교회 모두에서 배교자로 간주된다.

## 같이 보기
- 카타리파
- 유대교와 기독교
- 교권파시즘
- 마르키온파
- 예수의 인종과 모습
- 나치 독일의 종교
- 아돌프 히틀러의 종교관
- 국가신토
- 19세기의 기초